# Броново-Залесе
Броново-Залесе (пол. Bronowo-Zalesie) — село в Польщі, у гміні Стара Біла Плоцького повіту Мазовецького воєводства.
Населення — 397 осіб (2011).
У 1975-1998 роках село належало до Плоцького воєводства.

## Демографія
Демографічна структура станом на 31 березня 2011 року:
|          | Загалом | Допрацездатний вік | Працездатний вік | Постпрацездатний вік |
| -------- | ------- | ------------------ | ---------------- | -------------------- |
| Чоловіки | 192     | 43                 | 137              | 12                   |
| Жінки    | 205     | 46                 | 116              | 43                   |
| Разом    | 397     | 89                 | 253              | 55                   |